# آگوست دوپن

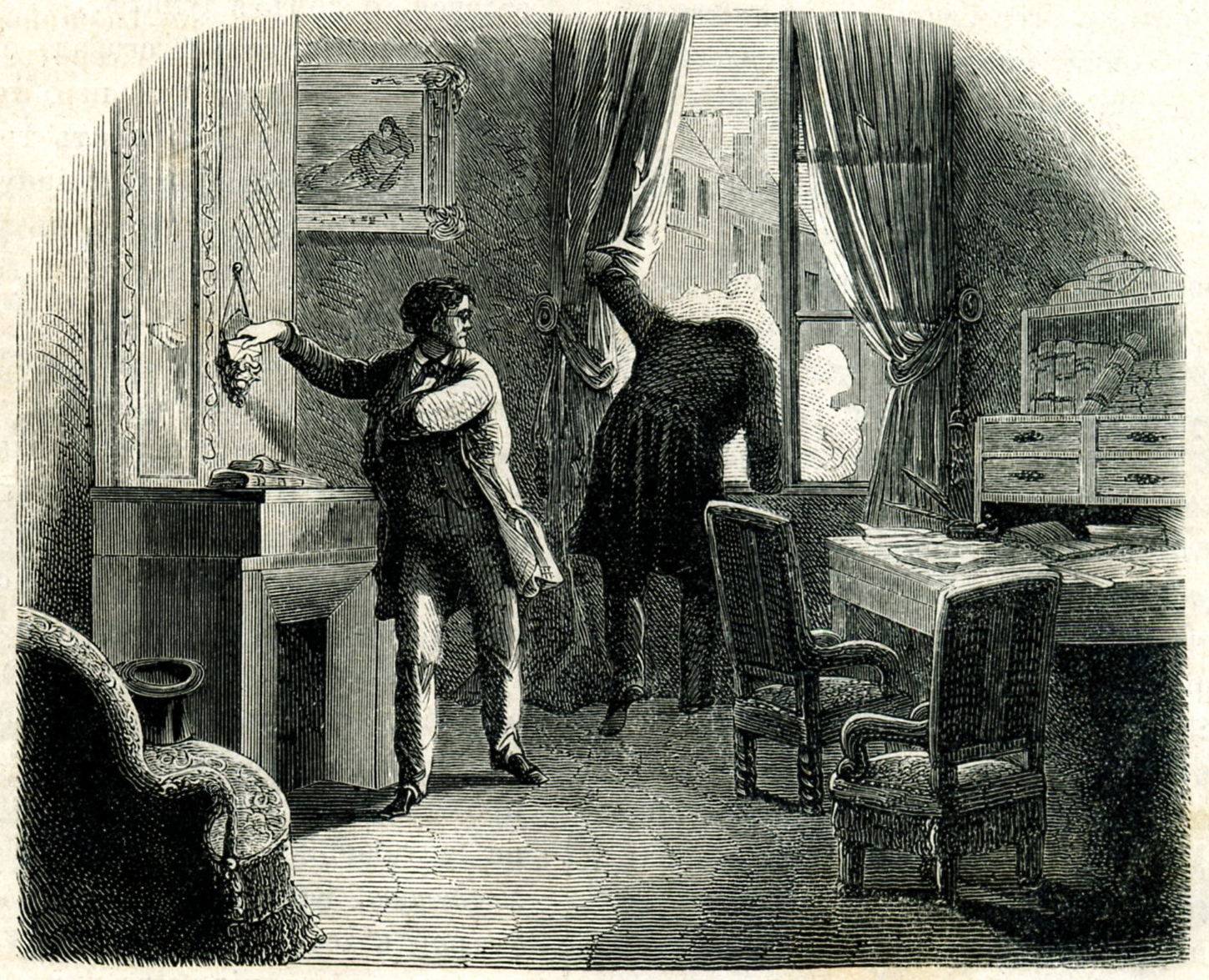
دوپن، در داستان نامه ی دزدیده شده.

شوالیه سی. آگوست دوپَن (به فرانسوی: Le Chevalier C. Auguste Dupin) کارآگاهی تخیلی است که توسط ادگار آلن پو ایجاد شده‌است. دوپن برای اولین بار در داستان جنایت در کوی غسالخانه (۱۸۴۱) ظاهر شد و پس از آن در داستان‌های معمای ماری روژه (۱۸۴۲) و نامه ی دزدیده شده (۱۸۴۴) حضور یافت.
دوپن، نخستین کاراگاه تخیلی است و نمونهٔ اولیهٔ کارآگاه‌های تخیلی دیگر، از جمله شرلوک هلمز و بسیاری از عناصر رایج ژانر جنایی بوده‌است.

## زندگی‌نامه
دوپن منتسب به خانواده ای ثروتمند بوده‌است، اما پاره ای اتفاقات ناگوار و نا به هنگام باعث شد که ثروتشان از دست برود. دوپن تنها با قناعت به نیازهای اولیه‌اش و به سبب خوشرفتاری طلبکارانش، می‌توانست زندگی را سر کند.
او در پاریس با دوست نزدیک خود که راوی داستان هاست و نامش مشخص نیست، زندگی می‌کند. آن دو برای اولین بار، به‌طور تصادفی در حالی که هر دو برای یافتن کتابی بسیار جالب و در عین حال بسیار کمیاب در کتابخانه جستجو می‌کردند، با هم ملاقات کردند. سپس هر دو به یک خانهٔ کوچک قدیمی نیمه خرابه ای واقع در محلهٔ دور افتادهٔ سن ژرمن نقل مکان کردند.

## شخصیت

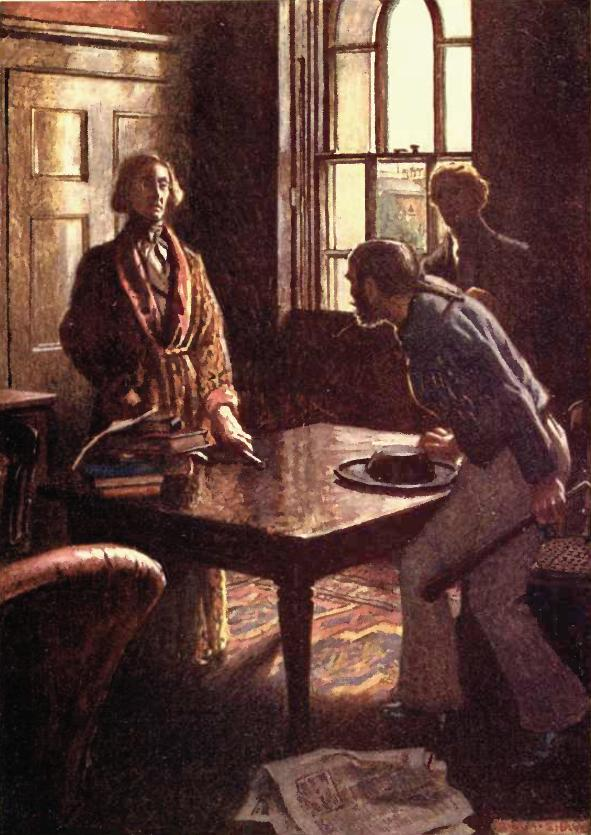
دوپن، دوستش و متهم، در داستان جنایت در کوی غسالخانه.

از دست رفتن ثروت ناگهانی خاندان دوپن، باعث شده که روحیهٔ او آسیب ببیند و از زندگی اجتماعی کناره بگیرد. او به شب زنده داری علاقهٔ وافری دارد.
دوپن هوش سرشاری دارد و شیفتهٔ حل معماها و خط هیروگلیف است. او قادر است توضیح دهد که دوستش، راوی داستان، در پانزده دقیقهٔ گذشته به چه چیزهایی فکر می‌کرده‌است. به وسیلهٔ این استعداد، او می‌تواند خود را در ذهن مجرم قرار دهد و حدس بزند که او چگونه فکر می‌کرده و چه کارهایی کرده‌است.
دوپن یک کارآگاه حرفه‌ای نیست و انگیزه‌هایش برای حل رمز و راز در سه داستانی که در آن حضور یافته، تغییر می‌کند. در جنایت در کوی غسالخانه، هدف او از حل معمای قتل، تفریح است و نیز اثبات بی گناهی فردی که اشتباهاً متهم شده‌است و از دریافت پاداش مالی خودداری می‌کند. با این حال، در نامه دزدیده شده، دوپن به دنبال پاداش مالی است.
عنوان شوالیهٔ او به این معناست که او دارای نشان لژیون دونور است.

## اقتباس های ادبی
آگوست دوپن، اولین کارآگاه تخیلی است. خلق او، آغاز شیوهٔ روایتی است که در آن کاراگاه ابتدا جواب معما را می‌گوید، سپس استدلال‌های منتهی به آن را توضیح می‌دهد. او با استفاده از مشاهده و استنتاج معماهای جنایی را حل می‌کند.
بسیاری از نویسندگان بعد، شخصیت‌هایشان را با الهام از او خلق کرده‌اند. برای نمونه، آرتور کانن دویل شخصیت شرلوک هلمز را از دوپن الهام گرفته‌است و گفته‌است:
"هر یک [از داستان‌های کارآگاهی پو] ریشه ایست که از آن کل ادبیات رشد کرده‌است… داستان کاراگاهی چه بود تا پیش از آن که پو در آن حیات بدمد؟"
همچنین آگاتا کریستی در خلق هرکول پوارو از خصوصیات دوپن بهره برده.
نیز، فئودور داستایفسکی شخصیت بازرس پورفیری پتروویچ در جنایت و مکافات را تحت تأثیر دوپن خلق کرده و پو را «نویسنده ای فوق العاده با استعداد» نامیده‌است.
بسیاری از خصوصیاتی که بعدها به امری عادی در داستان‌های پلیسی تبدیل شده برای اولین بار در داستان‌های پو به کار برده شده: کارآگاهی با هوشی خیره کننده، پلیس بی عرضه، روایت اول شخص از زبان دوستان نزدیک شخصیت اصلی.

## اقتباس های سینمایی
تا کنون فیلم‌های مختلفی با نقش آفرینی بازیگران مختلفی در نقش دوپن ساخته شده‌است که بعضی در تلویزیون و بعضی در سینما به نمایش در آمده اند:
- جنایت در کوی غسالخانه (۱۹۸۶)، با بازی جورج اسکات
- کارآگاهان بزرگ: نامهٔ دزدیده شده (۱۹۷۴)، با بازی لورنت ترزیف
- کارآگاه: جنایت در کوی غسالخانه (۱۹۶۸)، با بازی ادوارد وودوارد
- قلب رازگو: مجموعه انیمشینی ترسناک (۲۰۱۰)، با صداپیشگی ادی اسنو[۳]